# Zaruddea, Romnî
Zaruddea (în ucraineană Заруддя) este localitatea de reședință a comunei Zaruddea din raionul Romnî, regiunea Sumî, Ucraina.

## Demografie
Componența lingvistică a localității Zaruddea
     Ucraineană (97,67%)
     Rusă (2,33%)
Conform recensământului din 2001, majoritatea populației localității Zaruddea era vorbitoare de ucraineană (97,67%), existând în minoritate și vorbitori de rusă (2,33%).